# Hans Bentinck (schrijver)

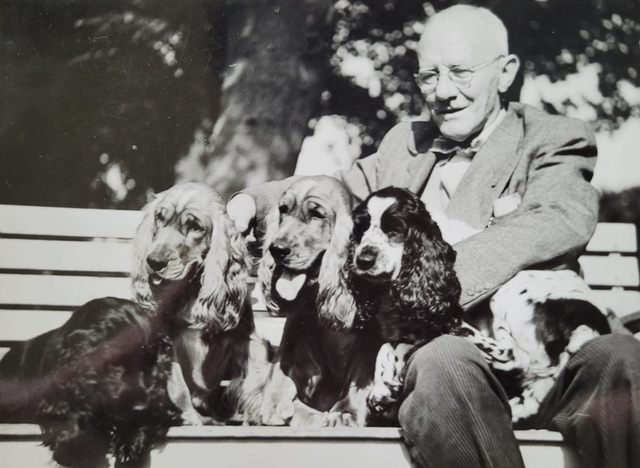
Een foto van Albertus Jan Marinus van Dijk met zijn honden in ongeveer 1960.

Hans Bentinck was het pseudoniem van de detectiveschrijver Albertus Jan Marinus (Albert) van Dijk (Rotterdam, 14 mei 1892 - Laren, 10 juli 1967). Zijn schrijversnaam leende hij van Hans Willem Bentinck. Naast detectiveschrijver was hij onder andere ook schilder, tekenaar, aquarellist, etser, graveur, lithograaf en graficus.

## Persoonlijk leven
Albertus Jan Marinus van Dijk is de zoon van kunstschilder Adolf Philippus van Dijk (1858-1924) en Maria Wilhelmina Schreuder (1853-1928). Hij had een oudere halfzus Mies van Beekum (1874-1949), zij was een operazangeres. Jan trouwde in 21 december 1926 te Amsterdam met Bertina Willemina Elisabeth Ouendag (1896-1965), de dochter van architect Bert Johan Ouëndag (1861-1932)  en Theodora Wilhelmina Koopman (1869-1955). Zij kregen na 2 miskramen op 25 augustus 1928 een dochter genaamd Theodora Wilhelmina Maria van Dijk (1928-2021).

## Opleiding[5]
Albertus was een leerling van de Kunstnijverheidsschool te Haarlem onder leiding van Eduard August von Saher en Fredrik Theodorus Grabijn. Vervolgens zat hij op de school van Koninklijke Academie van Beeldende Kunsten te Den Haag onder leiding van Johannes Ludovicus Springer. Ten laatste was hij een leerling van de Rijksakademie van Beeldende Kunsten te Amsterdam onder leiding van Richard Nicolaüs Roland Holst, Antonius Johannes Derkinderen en Nicolaas van der Waay.

## Werken
Zijn debuut was in 1933 met de detective Het verdwenen hoofd. Dit boek werd niet erg positief ontvangen.
Hij schreef in totaal drie boeken, die alle in de Vrij Nederland Detective en Thrillergids van 2010 worden genoemd:
- Het verdwenen hoofd (1933)
- Mysterie in Parijs (1952)
- Het robijnen halssnoer (1955)

- Biografisch Portaal: 32520326
- Digitale Bibliotheek voor de Nederlandse Letteren: dijk150
- International Standard Name Identifier: 0000 0004 2306 6256
- Nederlandse Thesaurus van Auteursnamen: 353805769
- RKD-Nederlands Instituut voor Kunstgeschiedenis: 22836
- Union List of Artist Names: 500047984
- Virtual International Authority File: 305800583
- WorldCat: E39PBJkMH6bwYTBjyTY4hjmPQq